# Lawrenceville (Georgia)
Lawrenceville település az Amerikai Egyesült Államok Georgia államában, Gwinnett megyében, melynek megyeszékhelye is. Lakosainak száma 30 629 fő (2020. április 1.).

## Népesség
A település népességének változása:

| 2010 | 28 546 |
| 2020 | 30 629 |